# Uvariastrum germainii
Uvariastrum germainii är en kirimojaväxtart som beskrevs av Raymond Boutique. Uvariastrum germainii ingår i släktet Uvariastrum och familjen kirimojaväxter. Inga underarter finns listade i Catalogue of Life.